# Konica Minolta

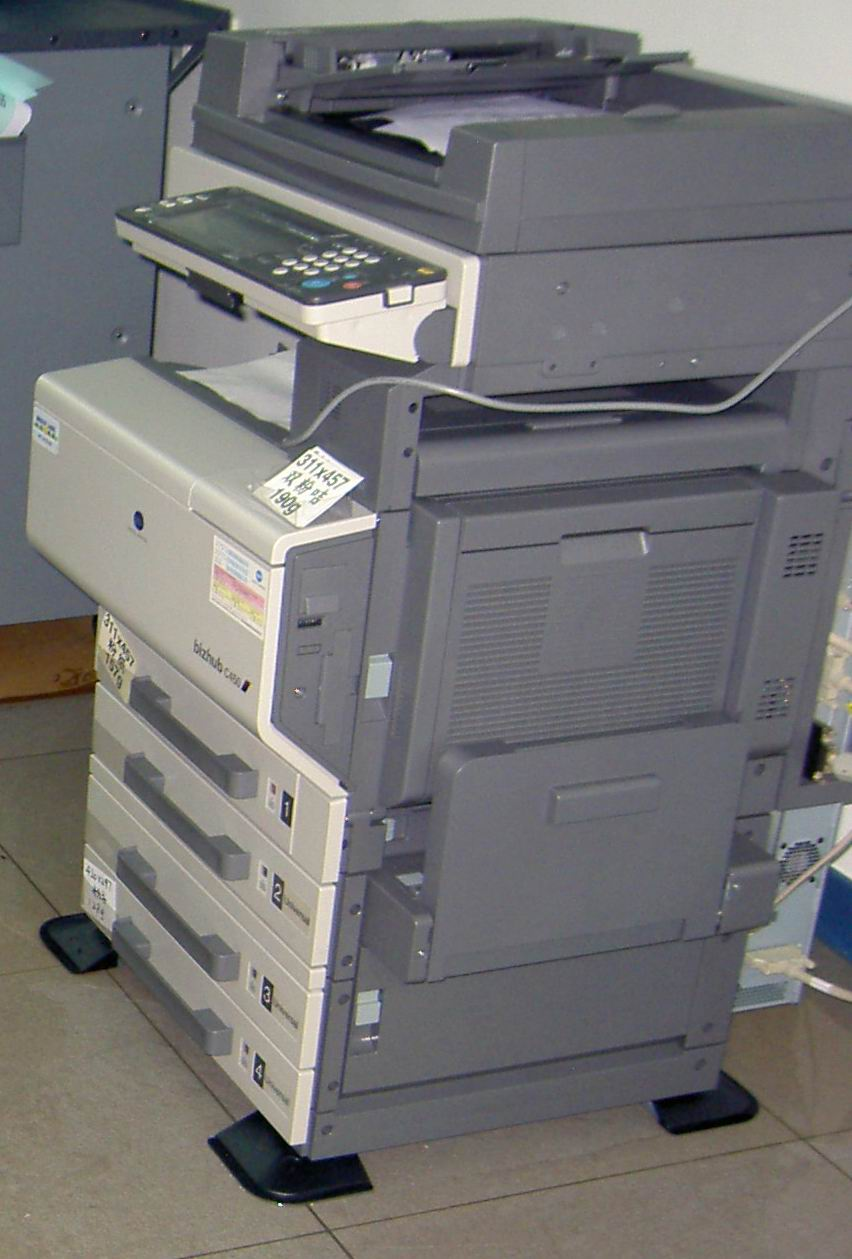
Aparat de copiat Konica Minolta

Konica Minolta este o companie japoneză producătoare de aparate pentru birou, aparate de optică medicală și aparate de măsură.
A fost înființată în ianuarie 2003, prin fuziunea companiilor Konica și Minolta, cu sediul în Marunouchi, Chiyoda, Tokyo, cu birouri în 49 de țări din întreaga lume.

## Konica Minolta în România
Compania este prezentă și în România, unde Minolta activa încă din 1991.
Konica Minolta Business Solutions România a fost înființată la 1 octombrie 2003, pe structurile companiei Minolta România, ca urmare a fuziunii dintre Minolta Co. și Konica Corporation inițiată în ianuarie 2003 și finalizată în octombrie 2003.
Cifra de afaceri în 2010: 17 milioane euro.